# 亞瑟之死
《亞瑟之死》（Le Morte d'Arthur，初版及現代的某些版本均題為Le Morte Darthur，即中世紀法語之），為湯馬斯·馬洛禮集結一些英文及法文版本亞瑟王騎士文學而成的作品。此書包含了部份馬洛禮的原創故事以及一些馬洛禮以自己的觀點重新詮釋的舊故事。最初由威廉·卡斯頓於1485年出版。亞瑟之死可算是以英語寫作的亞瑟王傳奇中，至今最著名的作品。許多近代的亞瑟傳奇作家都把馬洛禮的亞瑟之死當作首要的資料出處。其中著名的作品包括了T·H·懷特的《永恆之王》以及丁尼生的《國王叙事诗》。
為了便於閱讀的原因，卡斯頓將此書分為21卷，由507章組成。但在一開始，馬洛禮將自己的作品分為以下8則故事：
1. 亞瑟的誕生與興起：「自烏瑟王的婚姻至繼他而起並身經百戰的亞瑟王」
2. 亞瑟王與羅馬人之間的戰爭：「亞瑟王與羅馬皇帝路希斯之間的崇高傳奇」
3. 蘭斯洛特之卷：「湖之蘭斯洛特的崇高傳奇」
4. 蓋瑞斯之卷：「奧克尼之蓋瑞斯爵士的傳奇」
5. 崔斯坦與伊索德：「崔斯坦爵士之卷一及卷二」
6. 聖杯的追尋：「聖杯的崇高傳奇」
7. 蘭斯洛特與桂妮薇儿的戀情：「蘭斯洛特爵士與桂妮薇儿皇后」
8. 圓桌騎士的崩毀及亞瑟王之死：「亞瑟之死」

## 溫徹斯特手稿
1934年之前，這部作品都是的根據卡斯頓所印製的版本。直至1934年6月，在重新編錄溫徹斯特公學圖書館的館藏時，才重新發現了這份新的溫徹斯特手稿，為20世紀發現的重要中世紀手稿之一。此手稿證明了卡斯頓在1485所出版的版本，並不完全忠於馬洛禮的原著。手稿的發現人沃爾特·福瑞澤·歐克肖特表示：「此手稿比之卡斯頓的版本，大部份（但並不是完全地）都較接近馬洛禮的原著。」

## 卷一：「自烏瑟王的婚姻至繼他而起並身經百戰的亞瑟王」
亞瑟為烏瑟王及伊格赖因之子，在幼年時交與父親的家臣艾克特士（Sir Ector）收養。在將命定之劍自石中拔出之後，亞瑟成為了當時群龍無首的英格蘭之王。英勇的亞瑟在巫師梅林的輔佐之下勝戰無數，之後便一統英格蘭。
卷一中同時包括了以兄弟鬩牆結尾的「巴林與巴藍的傳奇」，以及亞瑟與同母異父姐姐摩根（Morgan）生下摩傑（Mordred）的經過。在梅林的建議之下，亞瑟將王國中有的新生兒集合到一條船上，航入海中。這群嬰兒之中，只有之後殺死了自己父親的摩傑倖存。亞瑟迎娶了桂妮薇儿，並從皇后的父親那裡繼承了圓桌。五旬節時，亞瑟在首都卡默洛招集他的騎士們，並組織了圓桌會議。在這裡，騎士們宣誓了代表騎士精神的五旬節誓言。

## 卷二：「亞瑟王與羅馬皇帝路希斯之間的崇高傳奇」
此卷開頭敘述亞瑟的王國已是太平盛世：亞瑟的王權穩固，旗下的騎士們已經過一個又一個的追尋任務證明了自己的價值。一個來自西羅馬帝國路希斯王（Lucius Tiberius）的使節指控亞瑟王拒絕進貢。亞瑟王宣稱若追溯巴林與巴藍騎士的血源，他們的血緣來自傳說中征服羅馬的不列顛征服者，如此一來其實是不列顛先了征服羅馬帝國，需要進貢的反而是路希斯王。路希斯王聞言便組織了一支由異教徒組成的軍隊東征。亞瑟將王國托付給康瓦耳的康斯坦丁爵士管理並帆向諾曼第與自己的表親霍爾（Hoel）會合，但在途中發現聖米歇爾山島了備受巨人脅迫。馬洛禮極為詳盡地描述了亞瑟獨自迎戰這個殘暴巨人的血腥經過，相較之下接下來亞瑟擊敗路希斯王軍隊的過程顯得虎頭蛇尾。戰勝之後亞瑟被加冕為王，並在羅馬安排了一個代理政府治理西羅馬帝國，亞瑟隨即回到倫敦。